# Lluís Azemar i Puig de la Bellacasa
Lluís Azemar i Puig de la Bellacasa   (Barcelona, 11 de novembre de 1904 - Barcelona, 30 de juliol de 1998) fou un directiu d'hoquei sobre patins i de patinatge, president de la Federació Espanyola de Patinatge. Va formar part de la junta directiva del RCD Espanyol durant 24 anys, entre els anys 1942 i 1966, on fou responsable de la secció d'hoquei durant quatre anys. El 1986 se li va concedir la medalla d'or del club. Durant nou anys fou tresorer a la Federació Espanyola d'Hoquei i Patinatge i impulsà, juntament amb Joan Antoni Samaranch, el canvi del disc per la bola amb què es juga actualment. Fou el president de la Federació Espanyola de Patinatge des de 1968 fins a 1972, creada el 1954 com a escissió de la Federació d'Hoquei. Va formar part del comitè organitzador dels Jocs Mediterranis de 1955 celebrats a Barcelona i fou vocal del Comitè Internacional de Rink Hockey (CIRH) de la Federació Internacional (FIRS) entre el 1960 i el 1968. Va rebre la medalla d'or al mèrit esportiu de la Federació Espanyola de Patinatge i, el 1986, la medalla de plata al mèrit esportiu del Reial Orde del Govern espanyol, de la Diputació de Barcelona i de la Delegació Nacional d'Educació Física i Esports. També fou guardonat amb l'orde olímpic de plata del Comitè Olímpic Internacional.